# پیتر برابروک
پیتر برابروک (به انگلیسی: Peter Brabrook) بازیکن فوتبال زادهٔ ۸ نوامبر ۱۹۳۷ – درگذشته ۱۰ دسامبر ۲۰۱۶، اهل انگلستان که سابقهٔ بازی در تیم ملی فوتبال انگلستان را در کارنامهٔ خود دارد. وی در تاریخ ۱۷ ژوئن ۱۹۵۸ نخستین بازی ملی خود را در مقابل تیم ملی فوتبال اتحاد جماهیر شوروی سوسیالیستی انجام داد و با حضور در ۳ بازی ملی، در تاریخ ۱۵ مه ۱۹۶۰ واپسین بازی ملی‌اش را در برابر تیم ملی فوتبال اسپانیا برگزار کرد.